# Chic nazi

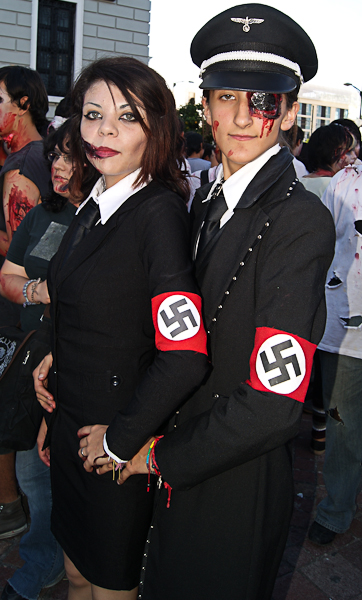
Jóvenes mexicanos con uniformes del Tercer Reich en una convención.

Chic Nazi es el uso del estilo, las imágenes y la parafernalia de la época nazi en la ropa y la cultura popular, especialmente cuando se usa para romper tabúes o impactar en lugar de por simpatías genuinas con el nazismo o la ideología nazi.
Su popularidad comenzó en la década de 1970 con el surgimiento de los movimientos punk y glam rock: la primera aparición televisiva de los Sex Pistols se produjo con una persona de su entorno portando una esvástica. El chic nazi se usó más tarde en la industria de la moda. La tendencia, aunque se originó en la cultura occidental, a fines del siglo XX y principios del XXI se volvió particularmente popular en Asia.

## Historia
En la cultura del surf de las décadas de 1950 y 1960, los «nazis del surf» experimentaban con la estética nazi, como esvásticas y cascos nazis, y a veces pintaban esvásticas en sus autos. Su motivación era a menudo la rebeldía contra el establecimiento social, en lugar de una genuina simpatía por los nazis. El artista estadounidense Ed Roth vendió cascos de plástico de soldados de asalto nazis a surfistas en la década de 1960 y le dijo a la revista Time: «Hitler realmente hizo un gran trabajo de relaciones públicas para mí». En la década de 1960, algunos cineastas que buscaban ideas vanguardistas y controvertidas incorporaron temas nazis en sus obras por valor de shock, y la película de 1965 Censored se describió como «el dudoso honor de ser la primera película en la que se mezclan nazis y mujeres desnudas».

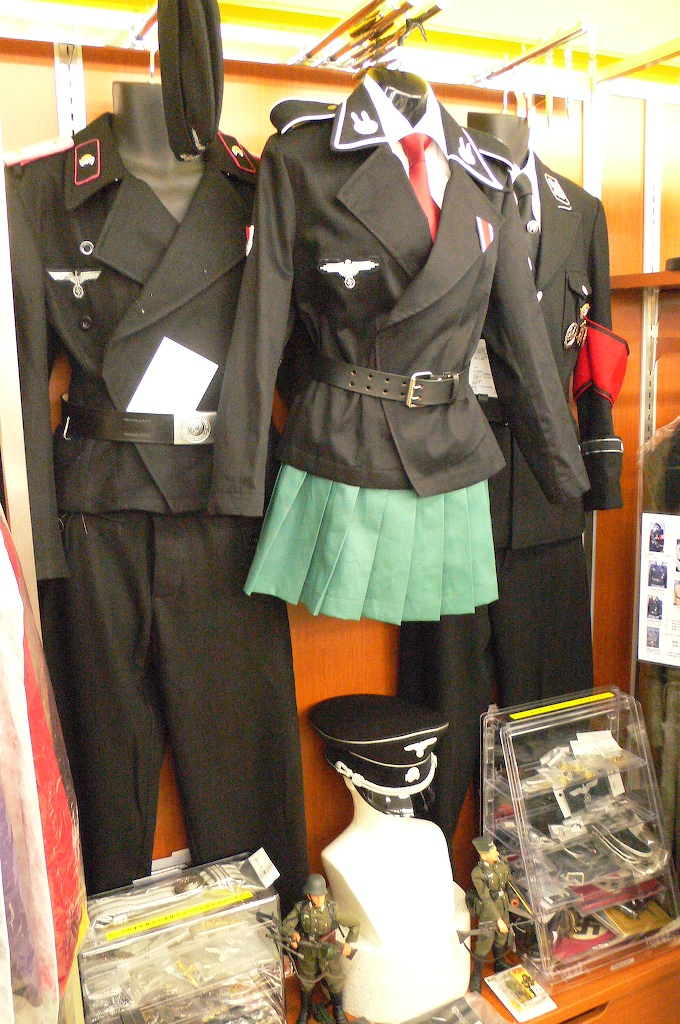
Uniformes de cosplay nazis a la venta en Tokio, 2006.

En Japón, la Segunda Guerra Mundial no se enseña en las escuelas como una batalla de ideologías políticas, sino como una «guerra convencional». Este tipo de educación trata a Hitler y al Partido Nazi como líderes carismáticos y poderosos de países en tiempos de guerra, en lugar de criminales de guerra como en otros lugares. Los uniformes y otras imágenes relacionadas con la Alemania nazi se venden en el este y sureste de Asia, donde algunos lo consideran de moda. Los grupos pop se han vestido con uniformes inspirados en las SS.

### En países asiáticos
A veces, en el este de Asia, por ejemplo, en el propio Japón o en China, los uniformes nazis se usan como parte del cosplay. Varios productos japoneses han reutilizado temas nazis en sus obras de arte, como el juego de cartas Barbarroja de 2010, descrito como «porno anime nazi suave» con «chicas nazis de anime».
En Corea del Sur, un área generalmente aislada de las influencias culturales nazis durante la época del nazismo, la revista Time observó en 2000 «una fascinación irreflexiva con los íconos y las imágenes del Tercer Reich». En Indonesia, el SoldatenKaffee, un café con decoración y recuerdos nazis, cerró en 2013 debido a controversias y críticas de los medios internacionales, así como amenazas de muerte y correos electrónicos de odio a los propietarios. El SoldatenKaffee, sin embargo, reabrió en 2014, cuando el propietario afirmó que su establecimiento nunca tuvo como objetivo promover la ideología nazi y explicó que el nazismo solo se veía desde una perspectiva histórica en Indonesia. El SoldatenKaffee cerró nuevamente en 2017 debido a que se mudó a otro lugar por falta de demanda local.
Existe un interés continuo en Tailandia por el simbolismo nazi, particularmente entre los jóvenes. Se considera que la fascinación por tales imágenes se basa en una falta de comprensión del Holocausto más que en inclinaciones políticas o crímenes de odio.
George Burdi, el exjefe del sello discográfico neonazi Resistance Records, afirmó haber vendido muchos CD a Japón, porque algunos japoneses se creen la raza dominante de Oriente.
En 2006, se abrió un restaurante llamado Hitler's Cross en Bombay, India. Más tarde se le cambió el nombre después de las protestas de la comunidad judía india. La colcha 'Nazi Collection' fue lanzada por una empresa de muebles para el hogar con sede en Bombay en 2007. En 2007, en Gujarat, una tienda de ropa para hombre llamada Hitler fue noticia. Tras la indignación los dueños afirmaron que no conocían a Adolf Hitler. En 2011, se abrió un salón de billar llamado Hitler's Den en Nagpur. Incluía la esvástica nazi y la insignia. La embajada de Israel en India expresó su descontento con el nombre. El Centro Simon Wiesenthal, una organización judía internacional de derechos humanos, pidió que se cambiara el nombre del salón, pero los propietarios del establecimiento se negaron a cambiarlo.
Una tienda de ropa en Karachi, Pakistán se llama Hitler Reloaded, y otra en Gaza lleva el nombre Hitler. Cuando en 2015 se le preguntó por ello al dueño de la tienda gazatí, respondió que «El nombre de la tienda es 'Hitler' y me gusta porque era la persona más antijudía».